# A-口粮

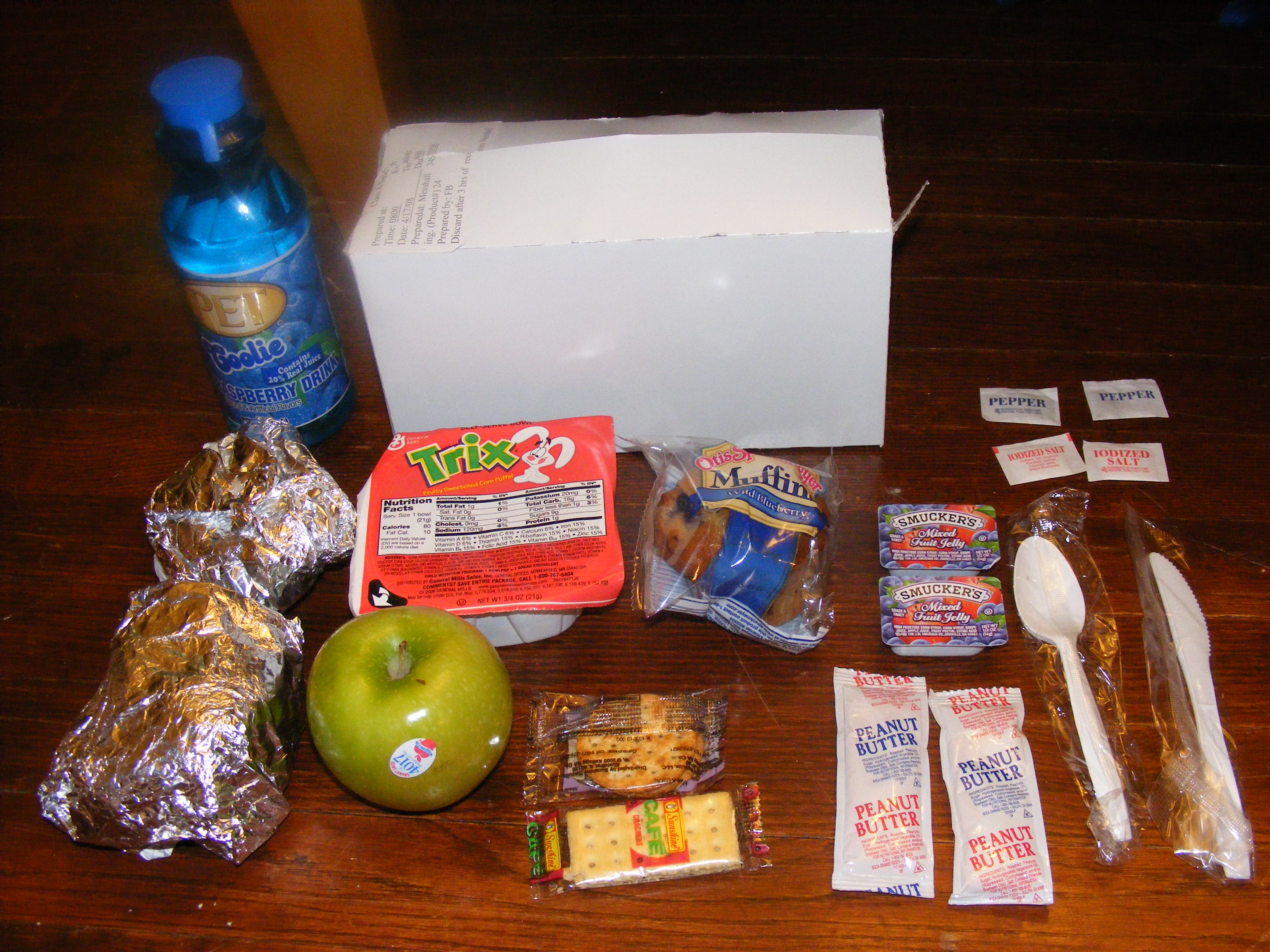
海军陆战队发行的A口粮，俗称“可恶的袋装食品”或“可恶的盒装食品”。餐盒内装有两个三明治，谷物，新鲜水果，饼干，花生酱，果酱，松饼，盐，胡椒粉以及饮料。

A-口粮是美军术语，代表意义是为部队提供的新鲜，冷藏或冷冻食品。新鲜，冷藏或冷冻食品的使用将A-口粮与B-口粮区分开来，后者使用罐头或腌制食品使其可在无冷藏或冷冻设施的环境下长期保存。
A口粮可以在餐厅和野外厨房制作并提供，也可以在固定场所准备后运输到野外。

## 例子
目前，A口粮或包括集体食品-A（UGR-A），该集体食品可为50人提供一餐。 UGR-A有各类变体（譬如即热式（T-rat）），在缺乏建立野外厨房的条件时可用热水或自热模块进行加热。  UGR-A用于在允许建立有组织的供餐设施的区域中补充军人的体能。
UGR-A集体食品提供冷冻和易腐主菜以及模块组件，以提高A口粮的豪华度，此外UGR-A设置有单独的餐点模块，以便订购、分发和准备。 UGR-A的保质期最低9个月（半易腐模块的最佳保存温度为80°F/27°C，易腐模块的最佳保存温度为0°F/-18°C）。